# Tata Consultancy Services
Tata Consultancy Services Limited também conhecida como (TCS) é uma empresa do grupo Tata, de tecnologia, de origem Indiana com sede em Mumbai. A TCS é a maior provedora de serviços e produtos de tecnologia de informação do mundo e também a maior empresa da Índia. É presidida por K. Krithivasan A empresa possui atualmente, serviços em todos os continentes do mundo e conta com 488.649 colaboradores.
Atualmente TCS está presente em cerca de 30 países. Em 2021, pelo 7º ano consecutivo,a líder em soluções de negócios, consultoria e serviços de TI, foi reconhecida como Top Employers Brasil.

## Sedes

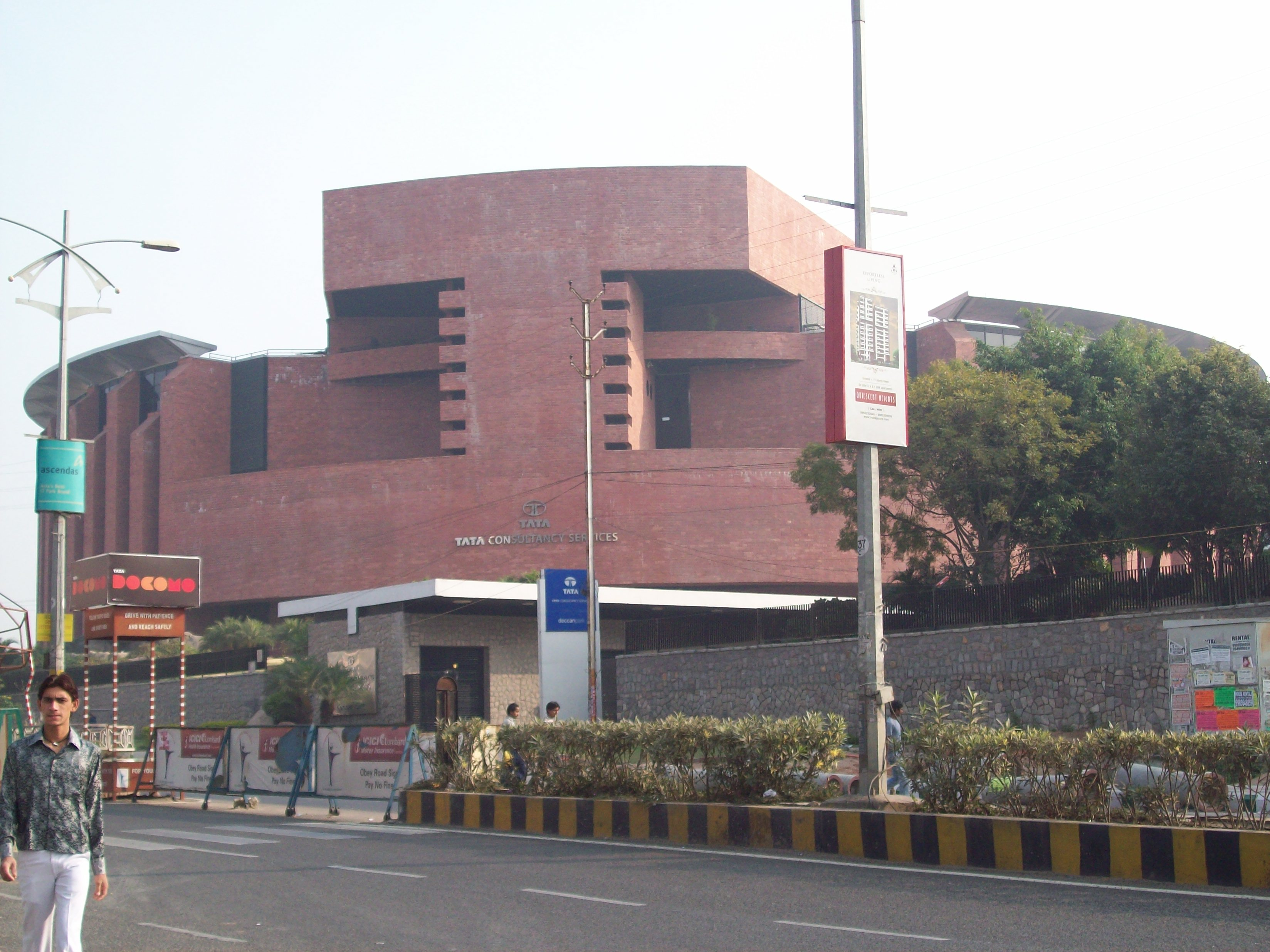
Tata Consultancy Services campus em Hyderabad

### Unidades na India
Ahmedabad, Bangalore, Bhubaneswar, Chennai, Coimbatore, Delhi, Gandhinagar, Goa, Gurgaon, Guwahati, Hyderabad, Jamshedpur, Kochi, Kolkata, Lucknow, Mumbai, Patna, Pune, Thiruvananthapuram  e Vadodara.

### Unidades globais
África:
África do Sul, Marrocos
Ásia (fora da Índia):
Arábia Saudita, Barém, China, Emirados Árabes Unidos, Hong Kong, Indonésia, Israel, Japão, Malásia, Coreia do Sul, Singapura, Taiwan, Tailândia
Oceania: Austrália
Europa:
Alemanha, Bélgica, Dinamarca, Espanha, Finlândia, França, Hungria, Irlanda, Itália, Luxemburgo, Noruega, Portugal, Reino Unido, Suécia, Suíça
América do Norte:
Canadá, Estados Unidos, México
América do Sul:
Argentina, Brasil, Chile, Colômbia, Equador, Uruguai